# Liste des présidents de l'American Library Association
L'American Library Association est la principale association professionnelle de bibliothécaires aux États-Unis. Cette page liste ses présidents depuis sa création en 1876.

## Présidents de l'ALA
| Image | Nom                           | Années de présidence          | Activités à l'ALA | Autres activités                                                             |
| ----- | ----------------------------- | ----------------------------- | --- | ---------------------------------------------------------------------------- |
|       | Justin Winsor                 | 1876–1885                     | A de nouveau été président entre juillet et octobre 1897. | Président de la Société américaine d'histoire, 1887.                         |
|       | William Frederick Poole       | 1885–1887                     | | Président de la Société américaine d'histoire, 1888.                         |
|       | Charles Ammi Cutter           | 1887–1889                     | |                                                                              |
|       | Frederick Morgan Crunden      | 1889–1890                     | |                                                                              |
|       | Melvil Dewey                  | 1890–juillet 1891             | A de nouveau été président en 1892-1893; était trésorier en 1876-1877 puis 1880-1881 et secrétaire en 1879-1890 puis 1897-1898.                                                                     | Créateur de la classification décimale de Dewey.                             |
|       | Samuel Swett Green            | July–Nov. 1891                | |                                                                              |
|       | Klas August Linderfelt        | 16 octobre 1891 – 22 mai 1892 | | Premier bibliothécaire de la bibliothèque municipale de Milwaukee, 1880-1892 |
|       | William Isaac Fletcher        | 22 mai 1892 – 1892            | |                                                                              |
|       | Melvil Dewey                  | 1892–1893                     | Voir ci-dessus. |                                                                              |
|       | Josephus Nelson Larned        | 1893–1894                     | |                                                                              |
|       | Henry Munson Utley            | 1894–1895                     | |                                                                              |
|       | John Cotton Dana              | 1895–1896                     | |                                                                              |
|       | William Howard Brett          | 1896–1897                     | |                                                                              |
|       | Justin Winsor                 | July–Oct. 1897                | Voir ci-dessus. |                                                                              |
|       | Rutherford P. Hayes           | Octobre 1897 - janvier 1898   | |                                                                              |
|       | Herbert Putnam                | Janvier à août 1898           | A aussi été président en 1903–1904. | Bibliothécaire du Congrès, 1899-1939.                                        |
|       | William Coolidge Lane         | 1898–1899                     | |                                                                              |
|       | Reuben Gold Thwaites          | 1899–1900                     | |                                                                              |
|       | Henry James Carr              | 1900–1901                     | A aussi été trésorier de 1886 à 1893 et secrétaire de 1898 à 1900. |                                                                              |
|       | John Shaw Billings            | 1901–1902                     | |                                                                              |
|       | James Kendall Hosmer          | 1902–1903                     | |                                                                              |
|       | Herbert Putnam                | 1903–1904                     | Voir plus haut. |                                                                              |
|       | Ernest Cushing Richardson     | 1904–1905                     | |                                                                              |
|       | Frank Pierce Hill             | 1905–1906                     | A aussi été secrétaire entre 1891 et 1895. |                                                                              |
|       | Clement Walker Andrews        | 1906–1907                     | |                                                                              |
|       | Arthur Elmore Bostwick        | 1907–1908                     | |                                                                              |
|       | Charles Henry Gould           | 1908–1909                     | |                                                                              |
|       | Nathaniel Dana Carlile Hodges | 1909–1910                     | |                                                                              |
|       | James Ingersoll Wyer          | 1910–1911                     | A aussi été secrétaire entre 1902 et 1909 |                                                                              |
|       | Theresa West Elmendorf        | 1911–1912                     | Première femme à diriger l'association. |                                                                              |
|       | Henry Eduard Legler           | 1912–1913                     | |                                                                              |
|       | Edwin Hatfield Anderson       | 1913–1914                     | A aussi été trésorier entre 1895 et 1896 |                                                                              |
|       | Hiller Crowell Wellman        | 1914–1915                     | |                                                                              |
|       | Mary Wright Plummer           | 1915–1916                     | |                                                                              |
|       | Walter Lewis Brown            | 1916–1917                     | |                                                                              |
|       | Thomas Lynch Montgomery       | 1917–1918                     | |                                                                              |
|       | William Warner Bishop         | 1918–1919                     | |                                                                              |
|       | Chalmers Hadley               | 1919-1920                     | A aussi été secrétaire entre 1909 et 1911. |                                                                              |
|       | Alice S. Tyler                | 1920-1921                     | |                                                                              |
|       | Azariah Smith Root            | 1921-1922                     | |                                                                              |
|       | George Burwell Utley          | 1922-1923                     | A aussi été secrétaire entre 1911 et 1920. |                                                                              |
|       | Judson Toll Jennings          | 1923-1924                     | |                                                                              |
|       | Herman H. B. Meyer            | 1924-1925                     | |                                                                              |
|       | Charles F. D. Belden          | 1925-1926                     | |                                                                              |
|       | George H. Locke               | 1926-1927                     | |                                                                              |
|       | Carl B. Roden                 | 1927-1928                     | A aussi été trésorier entre 1910 et 1920. |                                                                              |
|       | Linda A. Eastman              | 1928-1929                     | |                                                                              |
|       | Andrew Keogh                  | 1929-1930                     | |                                                                              |
|       | Adam Strohm                   | 1930-1931                     | |                                                                              |
|       | Josephine Adams Rathbone      | 1931-1932                     | |                                                                              |
|       | Harry Miller Lydenberg        | 1932-1933                     | |                                                                              |
|       | Gratia A. Countryman          | 1933-1934                     | |                                                                              |
|       | Charles H. Compton            | 1934-1935                     | |                                                                              |
|       | Louis Round Wilson            | 1935-1936                     | |                                                                              |
|       | Malcolm Glenn Wyer            | 1936-1937                     | |                                                                              |
|       | Harrison Warwick Craver       | 1937-1938                     | |                                                                              |
|       | Milton James Ferguson         | 1938-1939                     | |                                                                              |
|       | Ralph Munn                    | 1939-1940                     | |                                                                              |
|       | Essae Martha Culver           | 1940-1941                     | |                                                                              |
|       | Charles Harvey Brown          | 1941-1942                     | |                                                                              |
|       | Keyes D. Metcalf              | 1942-1943                     | |                                                                              |
|       | Althea H. Warren              | 1943-1944                     | |                                                                              |
|       | Carl Vitz                     | 1944-1945                     | |                                                                              |
|       | Ralph A. Ulveling             | 1945-1946                     | |                                                                              |
|       | Mary U. Rothrock              | 1946-1947                     | |                                                                              |
|       | Paul North Rice               | 1947-1948                     | |                                                                              |
|       | Errett Weir McDiarmid         | 1948-1949                     | |                                                                              |
|       | Milton E. Lord                | 1949-1950                     | |                                                                              |
|       | Clarence R. Graham            | 1950-1951                     | |                                                                              |
|       | Loleta Dawson Fyan            | 1951-1952                     | |                                                                              |
|       | Robert Bingham Downs          | 1952-1953                     | |                                                                              |
|       | Flora Belle Ludington         | 1953-1954                     | |                                                                              |
|       | L. Quincy Mumford             | 1954-1955                     | | Bibliothécaire du Congrès, 1954-1974.                                        |
|       | John S. Richards              | 1955-1956                     | |                                                                              |
|       | Ralph R. Shaw                 | 1956-1957                     | |                                                                              |
|       | Lucile M. Morsch              | 1957-1958                     | |                                                                              |
|       | Emerson Greenaway             | 1958-1959                     | |                                                                              |
|       | Benjamin E. Powell            | 1959-1960                     | |                                                                              |
|       | Frances Lander Spain          | 1960-1961                     | |                                                                              |
|       | Florrinell F. Morton          | 1961-1962                     | |                                                                              |
|       | James E. Bryan                | 1962-1963                     | |                                                                              |
|       | Frederick H. Wagman           | 1963-1964                     | |                                                                              |
|       | Edwin Castagna                | 1964-1965                     | |                                                                              |
|       | Robert Vosper                 | 1965-1966                     | |                                                                              |
|       | Mary V. Gaver                 | 1966-1967                     | |                                                                              |
|       | Foster E. Mohrhardt           | 1967-1968                     | |                                                                              |
|       | Roger McDonough               | 1968-1969                     | |                                                                              |
|       | William S. Dix                | 1969-1970                     | |                                                                              |
|       | Lillian M. Bradshaw           | 1970-1971                     | |                                                                              |
|       | Keith Doms                    | 1971-1972                     | |                                                                              |
|       | Katherine Laich               | 1972-1973                     | |                                                                              |
|       | Jean E. Lowrie                | 1973-1974                     | |                                                                              |
|       | Edward G. Holley              | 1974-1975                     | |                                                                              |
|       | Allie Beth Martin             | 1975–Apr. 1976                | |                                                                              |
|       | Clara Stanton Jones           | 1976-1977                     | Clara Stanton Jones est la première personne Afro-Américaine à présider l'association, d'abord comme présidente par intérim du 11 avril au 22 juillet, date à laquelle elle est devenue présidente. |                                                                              |
|       | Eric Moon                     | 1977-1978                     | |                                                                              |
|       | Russell Shank                 | 1978-1979                     | |                                                                              |
|       | Thomas J. Galvin              | 1979-1980                     | |                                                                              |
|       | Peggy A. Sullivan             | 1980-1981                     | |                                                                              |
|       | Elizabeth W. (Betty) Stone    | 1981-1982                     | |                                                                              |
|       | Carol A. Nemeyer              | 1982-1983                     | |                                                                              |
|       | Brooke E. Sheldon             | 1983-1984                     | |                                                                              |
|       | E. J. Josey                   | 1984-1985                     | |                                                                              |
|       | Beverly P. Lynch              | 1985-1986                     | |                                                                              |
|       | Regina Minudri                | 1986-1987                     | |                                                                              |
|       | Margaret E. Chisholm          | 1987-1988                     | |                                                                              |
|       | F. William Summers            | 1988-1989                     | |                                                                              |
|       | Patricia Wilson Berger        | 1989-1990                     | |                                                                              |
|       | Richard M. Dougherty          | 1990-1991                     | |                                                                              |
|       | Patricia G. Schuman           | 1991-1992                     | A aussi été trésorière de 1984 à 1988. |                                                                              |
|       | Marilyn L. Miller             | 1992-1993                     | |                                                                              |
|       | Hardy R. Franklin             | 1993-1994                     | |                                                                              |
|       | Arthur Curley                 | 1994-1995                     | |                                                                              |
|       | Betty J. Turock               | 1995-1996                     | |                                                                              |
|       | Mary R. Somerville            | 1996-1997                     | |                                                                              |
|       | Barbara J. Ford               | 1997-1998                     | |                                                                              |
|       | Ann K. Symons                 | 1998-1999                     | A aussi été trésorière de 1992 à 1996. |                                                                              |
|       | Sarah Ann Long                | 1999–2000                     | |                                                                              |
|       | Nancy C. Kranich              | 2000–2001                     | |                                                                              |
|       | John W. Berry                 | 2001–2002                     | |                                                                              |
|       | Maurice J. (Mitch) Freedman   | 2002–2003                     | |                                                                              |
|       | Carla Hayden                  | 2003–2004                     | |                                                                              |
|       | Carol A. Brey-Casiano         | 2004–2005                     | |                                                                              |
|       | Michael Gorman                | 2005–2006                     | |                                                                              |
|       | Leslie B. Burger              | 2006–2007                     | |                                                                              |
|       | Loriene Roy                   | 2007–2008                     | Loriene Roy est la première Amérindienne à diriger l'association,. |                                                                              |
|       | James R. Rettig               | 2008–2009                     | |                                                                              |
|       | Camila A. Alire               | 2009-2010                     | |                                                                              |
|       | Roberta A. Stevens            | 2010-2011                     | |                                                                              |
|       | Molly Raphael                 | 2011-2012                     | |                                                                              |
|       | Maureen Sullivan              | 2012-2013                     | |                                                                              |
|       | Barbara Stripling             | 2013-2014                     | |                                                                              |
|       | Courtney Young                | 2014-2015                     | |                                                                              |
|       | Sari Feldman                  | 2015-2016                     | |                                                                              |
|       | Julie Todaro                  | 2016-2017                     | |                                                                              |
|       | James G. Neal                 | 2017-2018                     | |                                                                              |
|       | Loida Garcia-Febo             | 2018-2019                     | |                                                                              |
|       | Wanda Kay Brown               | 2019-2020                     | |                                                                              |
|       | Julius C. Jefferson Jr.       | 2020-2021                     | |                                                                              |
|       | Patricia "Patty" Wong         | 2021-2022                     | |                                                                              |